# Lažiranje IP adresa
Lažiranje IP adresa (čest je engleski izraz IP spoofing) je pojam vezan za računalne mreže, tj. to je naziv za tehniku kojom se IP paketima mijenja polazišna adresa.

## Svrhe lažiranja IP adresa
Uz pretpostavku da postoji uređaj s IP adresom koju se krivotvori, odgovor na pakete kojima je postavljena lažna polazišna adresa neće nikad doći do računala s koga su poslani, nego će doći do računala čija se IP adresa krivotvori. Stoga je najčešća svrha krivotvorenja IP adresa tzv. Denial of service napad čiji je cilj zagušiti računalo čija se adresa krivotvori, tj. onemogućiti uslugu ili u krajnjem slučaju izbaciti ga iz operativnog stanja. Obrana od ovakvih napada je otežana jer paketi dolaze s raznih adresa (sa svih onih kojima su poslani početni paketi s krivotvorenom polazišnom IP adresom), i njihovo trajno filtriranje nema smisla. 